# 聖公会ソウル主教座聖堂
座標: 北緯37度34分01秒 東経126度58分34秒 / 北緯37.567度 東経126.976度

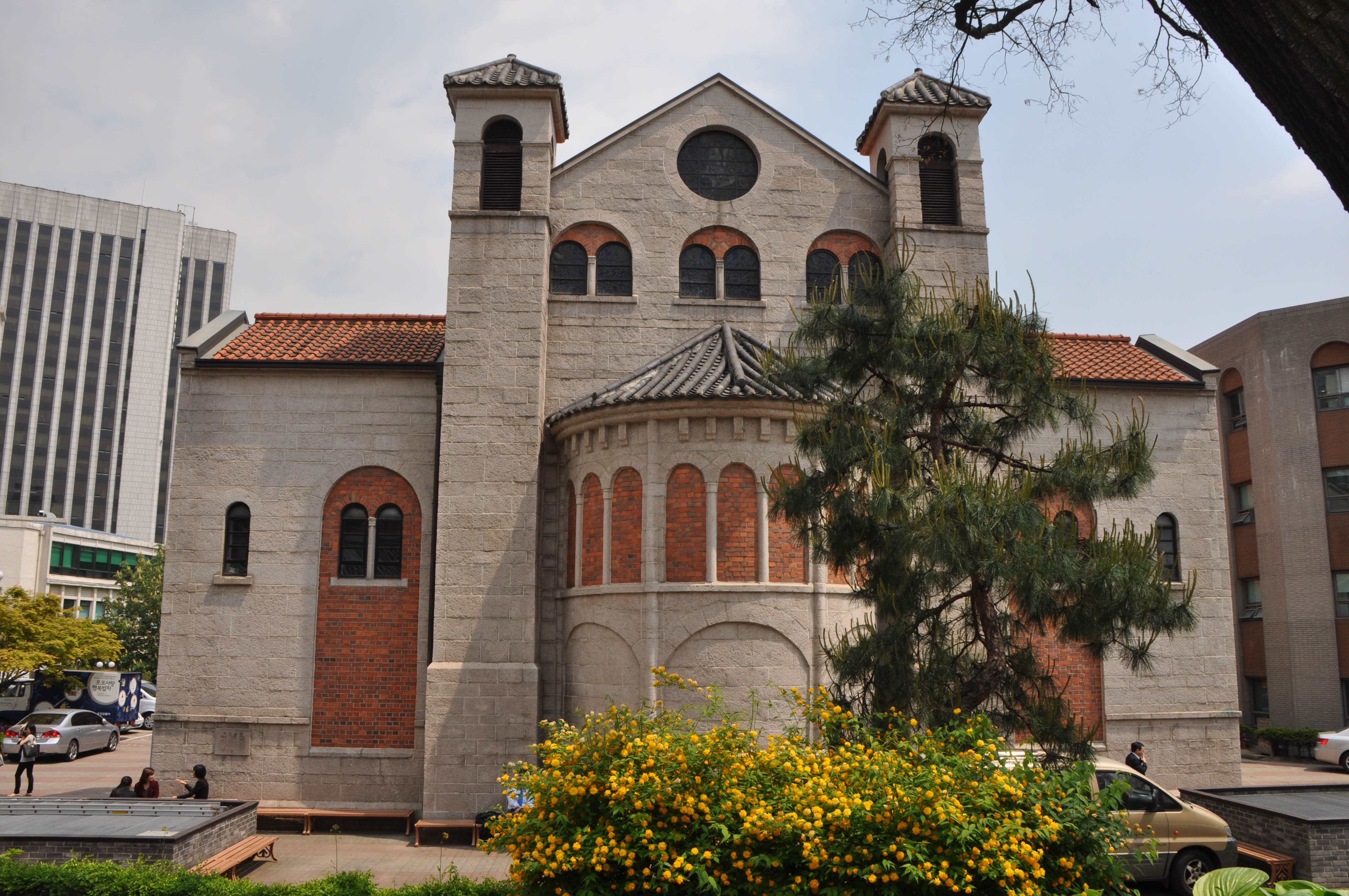
聖公会ソウル主教座聖堂（外部・祭壇側後方）

大韓聖公会ソウル主教座聖堂（朝鮮語: 대한성공회 서울주교좌성당、テハンソンゴンフェソウルジュギョジャソンダン、だいかんせいこうかいそうるしゅきょうざせいどう）または、聖公会ソウル聖母聖ニコラス教会（英語: Seoul Anglican Cathedral of Sts. Mary and Nicholas）は、韓国ソウル特別市中区のソウル特別市庁・徳寿宮付近、英国大使館の隣りにあるキリスト教会である。ロマネスク風の建物で、大韓聖公会の中心になる教会であり、そのソウル教区の主教座聖堂でもある。
日本では、ソウル聖公会聖堂あるいは、単にソウル聖堂と呼ばれていることが多い。
その沿革は次の通り。
- 1885年、朝鮮半島への聖公会の宣教が江華島から始まった。
- 1890年、チャールズ・ジョン・コーフェ司祭が朝鮮教区の初代教区主教に英国で按手され、朝鮮へ赴任。
- 1917年、新聖堂の設計を王立英国建築家協会会員アーサー・ディクソン（Arthur Dixon）へ依頼。
- 1922年、京城（ソウル）聖公会聖堂の建設を開始。
- 1926年、資金不足で全体の計画の半分くらいの規模の聖堂が完成、献堂式。
- 1990年、聖堂のもともとの設計通りの拡張計画を開始。[1]
- 1996年、聖堂の拡張が完成し、感謝礼拝を挙行

## 交通アクセス
- ソウル交通公社●1号線●2号線市庁駅

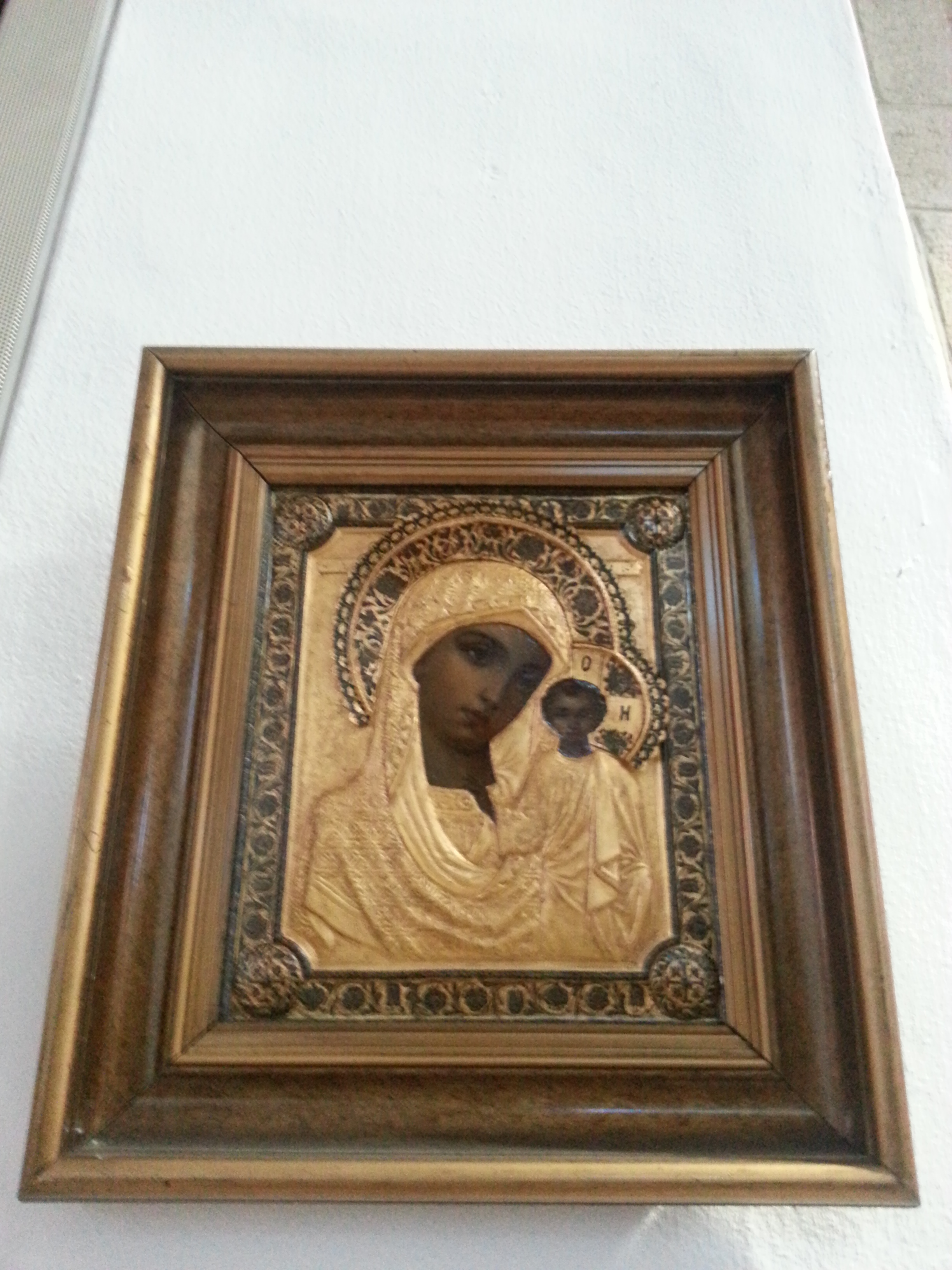
祭壇左側の聖母マリアのイコン
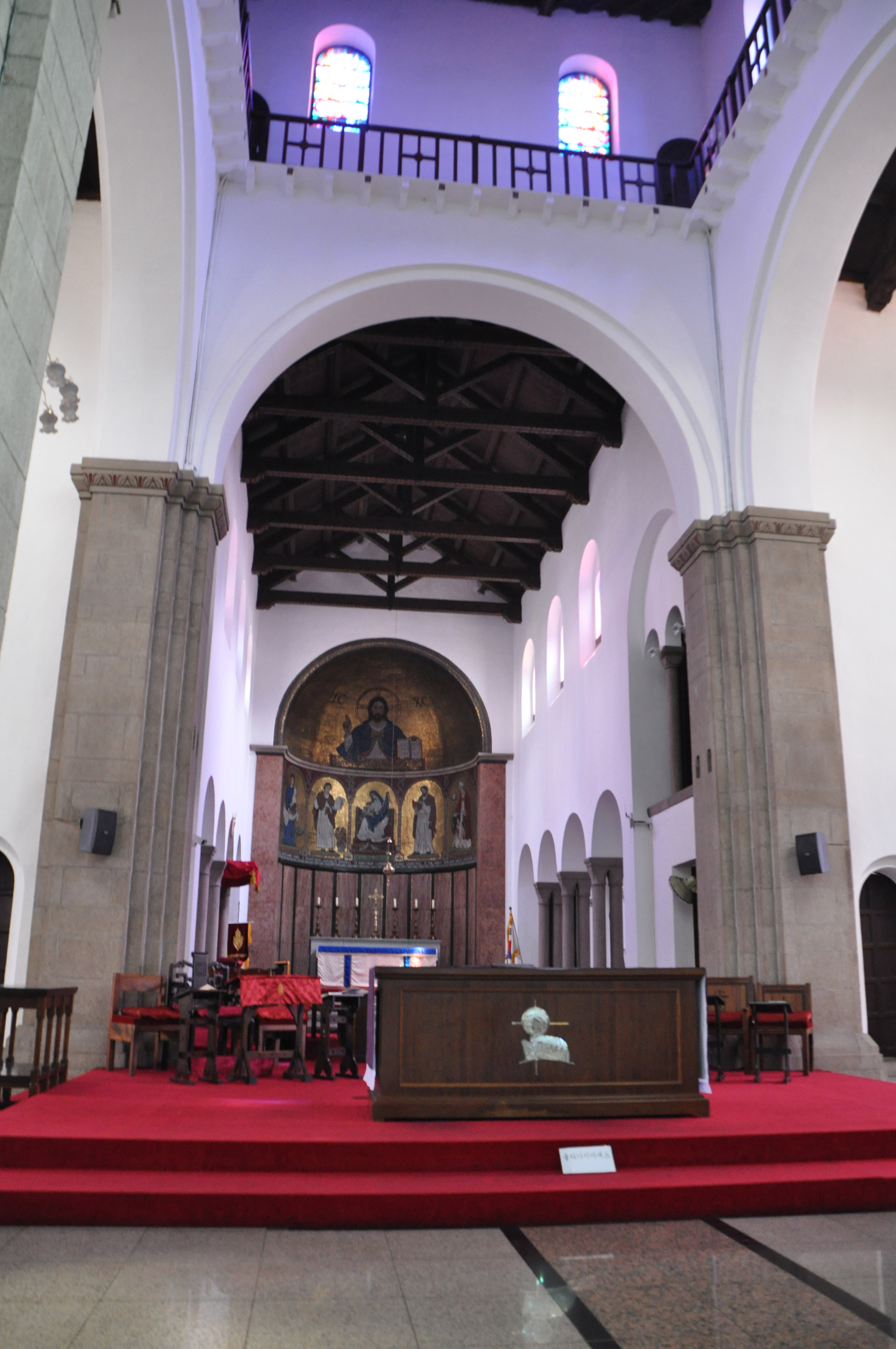
聖堂内部（前方祭壇側）
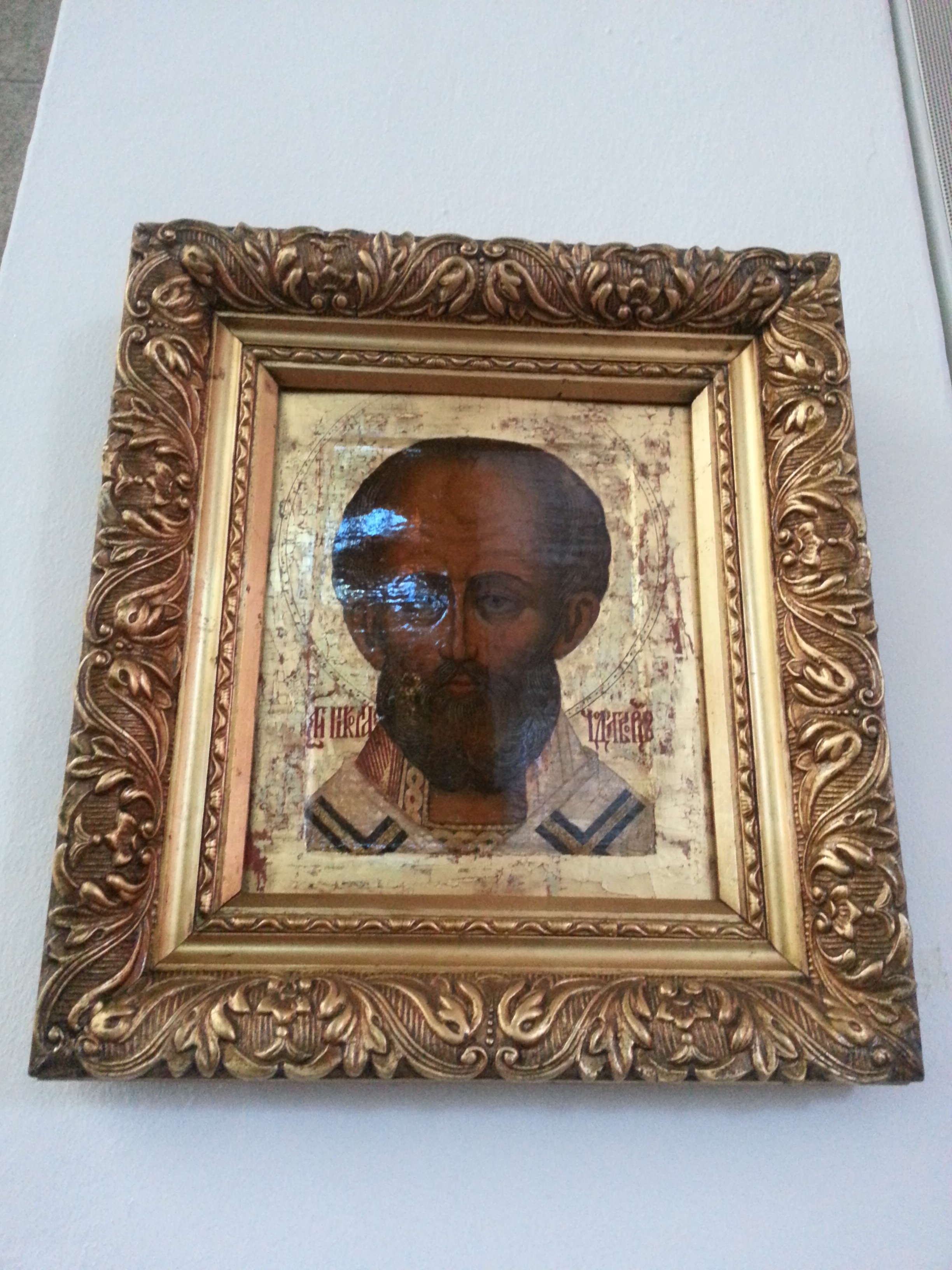
祭壇右側の聖ニコラスのイコン
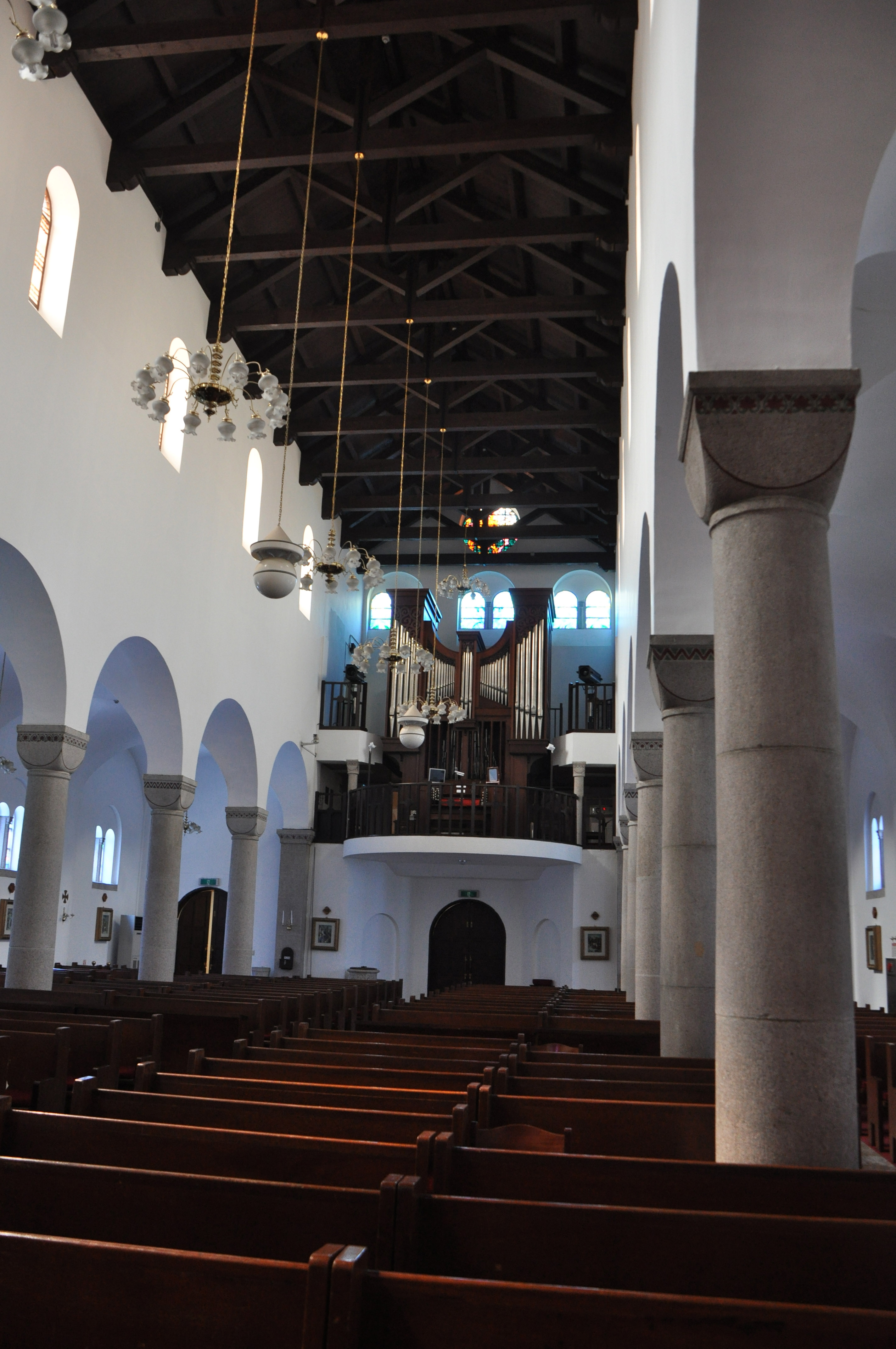
聖堂内部（後方側）

## 参考
1. ↑  はじめソウル特別市から建設許可が下りなかったが、もともとの設計図が偶然英国の田舎の教会で見つかり、拡張建設が許可になった。